# Danielle Rowe
Danielle Rowe, nata King, MBE (Southampton, 21 novembre 1990), è un'ex pistard e ciclista su strada britannica, attiva tra le Elite dal 2009 al 2018. Su pista è stata campionessa olimpica dell'inseguimento a squadre ai Giochi di Londra 2012 e tre volte campionessa del mondo nella medesima specialità.

## Palmarès

### Pista
- 2009

Campionati britannici, Americana (con Alex Greenfield)
- 2011

Campionati del mondo, Inseguimento a squadre (con Wendy Houvenaghel e Laura Trott)
Campionati europei juniores/U23, Inseguimento a squadre Under-23 (con Katie Colclough e Laura Trott)
Campionati europei Elite, Inseguimento a squadre (con Joanna Rowsell e Laura Trott)
- 2012

4ª prova Coppa del mondo, Inseguimento a squadre (con Joanna Rowsell e Laura Trott)
Campionati del mondo, Inseguimento a squadre (con Joanna Rowsell e Laura Trott)
Giochi olimpici, Inseguimento a squadre (con Joanna Rowsell e Laura Trott)
2ª prova Coppa del mondo 2012-2013, Inseguimento a squadre (Glasgow, con Elinor Barker e Laura Trott)
- 2013

Campionati del mondo, Inseguimento a squadre (con Elinor Barker e Laura Trott)
Campionati britannici, Inseguimento a squadre (con Elinor Barker, Joanna Rowsell e Laura Trott)
Campionati britannici, Americana (con Laura Trott)
Campionati europei Elite, Inseguimento a squadre (con Katie Archibald, Elinor Barker e Laura Trott)
1ª prova Coppa del mondo 2013-2014, Inseguimento a squadre (Manchester, con Laura Trott, Elinor Barker e Joanna Rowsell)
2ª prova Coppa del mondo 2013-2014, Inseguimento a squadre (Aguascalientes, con Katie Archibald, Elinor Barker e Joanna Rowsell)
- 2014

Campionati britannici, Inseguimento a squadre (con Elinor Barker, Joanna Rowsell e Laura Trott)

### Strada

#### Altri successi
- 2016 (Wiggle-High5)

Classifica scalatrici Santos Tour

## Piazzamenti

### Competizioni mondiali
- Campionati del mondo su pista

Apeldoorn 2011 - Inseguimento a squadre: vincitrice
Apeldoorn 2011 - Scratch: 3ª
Melbourne 2012 - Inseguimento a squadre: vincitrice
Melbourne 2012 - Scratch: 4ª
Melbourne 2012 - 500 metri: 23ª
Minsk 2013 - Inseguimento a squadre: vincitrice
Minsk 2013 - Scratch: 6ª
Minsk 2013 - Corsa a punti: 8ª
Cali 2014 - Scratch: 8ª
- Campionati del mondo su strada

Toscana 2013 - Cronosquadre: 6ª
Richmond 2015 - Cronosquadre: 4ª
Doha 2016 - In linea Elite: 56ª
Bergen 2017 - In linea Elite: 20ª
- Giochi olimpici

Londra 2012 - Inseguimento a squadre: vincitrice
- Giochi del Commonwealth

Glasgow 2014 - In linea: 11ª